# Tzimol
Tzimol es una ciudad situada en el municipio del mismo nombre en el estado de Chiapas, México.

## Demografía
Según los datos del Censo de Población y Vivienda realizado por el Instituto Nacional de Estadística y Geografía (INEGI) en 2020, la localidad tenía una población de 6441 habitantes.

## Reseña histórica
La gente que vive en Tzimol es descendiente de los antiguos habitantes de Escuintenango, población desaparecida que se localizaba sobre la margen izquierda del alto Grijalva y cuyo nombre en náhuatl significa exactamente "Lugar fortificado de los perros".
Algunos investigadores (Culebro entre ellos) opinan que de Comitán bajaron varias familias (Gordillo, Abadía, Pinto, Guillén) las cuales fundaron las rancherías de Mamantic, Las Margaritas e Islapa, las que al crecer tuvieron la idea de fusionarse y con los nativos tojolabales, formaron el actual pueblo de Tzimol. Su nombre proviene del tojolabal tsꞌiꞌ "perro".
En la época contemporánea, y según testimonio de sus propios habitantes, Tzimol participó en los acontecimientos de la Revolución Mexicana que conmovieron al Estado; algunos de esos hechos históricos tuvieron como escenario su propio ámbito geográfico.

## Centros turísticos
Los principales atractivos turísticos son: Centro Recreativo la Rejoya a 13 km de la ciudad de Comitán, se puede encontrar un conjunto de palapas para día de campo. Cascadas San Vicente o El Chiflón a 34 Kilómetros de Comitán sobre la carretera Tzimol-Pujiltic es conveniente para la práctica del turismo de aventura y vestigios arqueológicos en Pueblo Viejo un lugar que no esta explorado.
Las Tres Tzimoleras es un lugar para disfrutar el turismo de aventura y extremo, realizar recorridos en el Pueblo de Tzimol sobre los cañaverales, la producción de Panela o Piloncillo, el aguardiente posh, tejidos de petate y canastos de la palma real. Las iglesias de Santo Domingo, Guadalupe, El Rosario, San Cristobalito, apreciar los sabinos sobre la orilla del río, el Ojo de Agua. También hay hospedajes y casas de descanso como es el Canto del Agua, El Dorado, La Palapa de Modin, Rancho Las Ceibas, Hotel Tzimol, Restaurante el Adobe.
Una de las cascadas más impresionantes de Chiapas por su altura, cuya caída escalonada alcanza alrededor de 120 m. El Río San Vicente uno de los ríos más caudalosos de Chiapas, da origen a una serie de cascadas que reciben los nombres de: El Suspiro, Ala de Ángel y Velo de Novia, esta última la más impresionante por su caída de 70 m de altura. Forman albercas naturales de aguas de intenso color azul turquesa, enmarcadas con una vasta vegetación que forma una cortina arbórea y paisajes que se destacan por sus cañaverales y palmares.
Tzimol es un pueblo tranquilo y pintoresco ubicado en un valle de hermosos cañaverales donde inicia el río San Vicente que da vida al paisaje por medio de sus bellas cascadas.